# クリス・ロビンソン (野球)
クリストファー・ジェームス・ロビンソン（Christopher James Robinson , 1984年5月12日 - ）は、カナダ連邦オンタリオ州ロンドン出身の元プロ野球選手（捕手）。右投げ右打ち。
2015年パンアメリカン競技大会では、クリストファー・ロビンソンとも表記された。

## 経歴
2002年のMLBドラフトで、ニューヨーク・メッツから30巡目指名（全体897位）を受けるも入団せずイリノイ大学アーバナ・シャンペーン校に進学。
2005年のMLBドラフトで、デトロイト・タイガースから3巡目指名（全体90位）を受け入団した。
2006年開幕前の3月には同年から開催されたワールド・ベースボール・クラシック(WBC)のカナダ代表に選出された。8月20日にネイフィ・ペレスとのトレードでシカゴ・カブスに移籍。
2008年には、北京オリンピックの野球カナダ代表に選出された。
2011年オフの9月16日に第39回IBAFワールドカップとグアダラハラパンアメリカン競技大会の野球カナダ代表に選出された。11月2日にFAとなった。12月16日にテキサス・レンジャーズとマイナー契約を結んだ。
2012年3月30日に放出され、4月3日にボルチモア・オリオールズとマイナー契約を結んだ。9月11日に第3回WBC予選のカナダ代表が発表され、代表入りした。
2013年1月17日に第3回WBC本戦のカナダ代表が発表され、代表入りした。
シーズンでは、6月20日に金銭トレードでサンディエゴ・パドレスに移籍した。9月1日にメジャー初昇格を果たし、9月4日のサンフランシスコ・ジャイアンツ戦でメジャーデビューを果たした。1打数無安打だった。9月30日にDFAとなった。この年は8試合に出場し、1本塁打3打点、打率.167だった。11月5日にFAとなった。
2014年2月14日に、現役を引退することが発表された。
2015年6月17日に2015年パンアメリカン競技大会の男子野球カナダ代表に選出された。同大会では2大会連続2度目の優勝を果たし、金メダルを獲得した。

## 詳細情報

### 年度別打撃成績
| 年 度    | 球 団    | 試 合 | 打 席 | 打 数 | 得 点 | 安 打 | 二 塁 打 | 三 塁 打 | 本 塁 打 | 塁 打 | 打 点 | 盗 塁 | 盗 塁 死 | 犠 打 | 犠 飛 | 四 球 | 敬 遠 | 死 球 | 三 振 | 併 殺 打 | 打 率 | 出 塁 率 | 長 打 率 | O P S |
| -------- | -------- | ----- | ----- | ----- | ----- | ----- | -------- | -------- | -------- | ----- | ----- | ----- | -------- | ----- | ----- | ----- | ----- | ----- | ----- | -------- | ----- | -------- | -------- | ----- |
| 2013     | SD       | 8     | 12    | 12    | 1     | 2     | 0        | 0        | 1        | 5     | 3     | 0     | 0        | 0     | 0     | 0     | 0     | 0     | 3     | 0        | .167  | .167     | .417     | .583  |
| MLB：1年 | MLB：1年 | 8     | 12    | 12    | 1     | 2     | 0        | 0        | 1        | 5     | 3     | 0     | 0        | 0     | 0     | 0     | 0     | 0     | 3     | 0        | .167  | .167     | .417     | .583  |

### 背番号
- 8 (2013年)

### 代表歴
- 2006 ワールド・ベースボール・クラシック・カナダ代表
- 北京オリンピック野球カナダ代表
- 2011 IBAFワールドカップ カナダ代表
- 2011年パンアメリカン競技大会野球カナダ代表
- 2013 ワールド・ベースボール・クラシック・カナダ代表
- 2015年パンアメリカン競技大会男子野球カナダ代表